# Masnuy-Saint-Jean
Masnuy-Saint-Jean est une section de la commune belge de Jurbise, située en Région wallonne dans la province de Hainaut. C'était une commune à part entière avant la fusion des communes de 1977
L'altitude maximale du village est de 125 mètres au niveau du bois d'Hasnon (au lieudit Niesgrade) à la limite du village de Casteau.
Le village possède un hameau : Masnuy Bruyère . Celui-ci possède sa propre église et auparavant, quelques commerces 

## Évolution démographique
- Sources : INS, Rem. : 1831 jusqu'en 1970 = recensements, 1976 = nombre d'habitants au 31 décembre.

## Liste des bourgmestres de 1830 à 1977
- ????-???? : Aristide Delehenne.
- ????-???? : André-Florimond Dubuisson.
- 19..-1952 : Charles Plusquin.
- 19..-19.. : Edouard Léonard.
- 1971-1976 : Jacques Mevis (dernier bourgmestre de Masnuy-Saint-Jean).

## Galerie

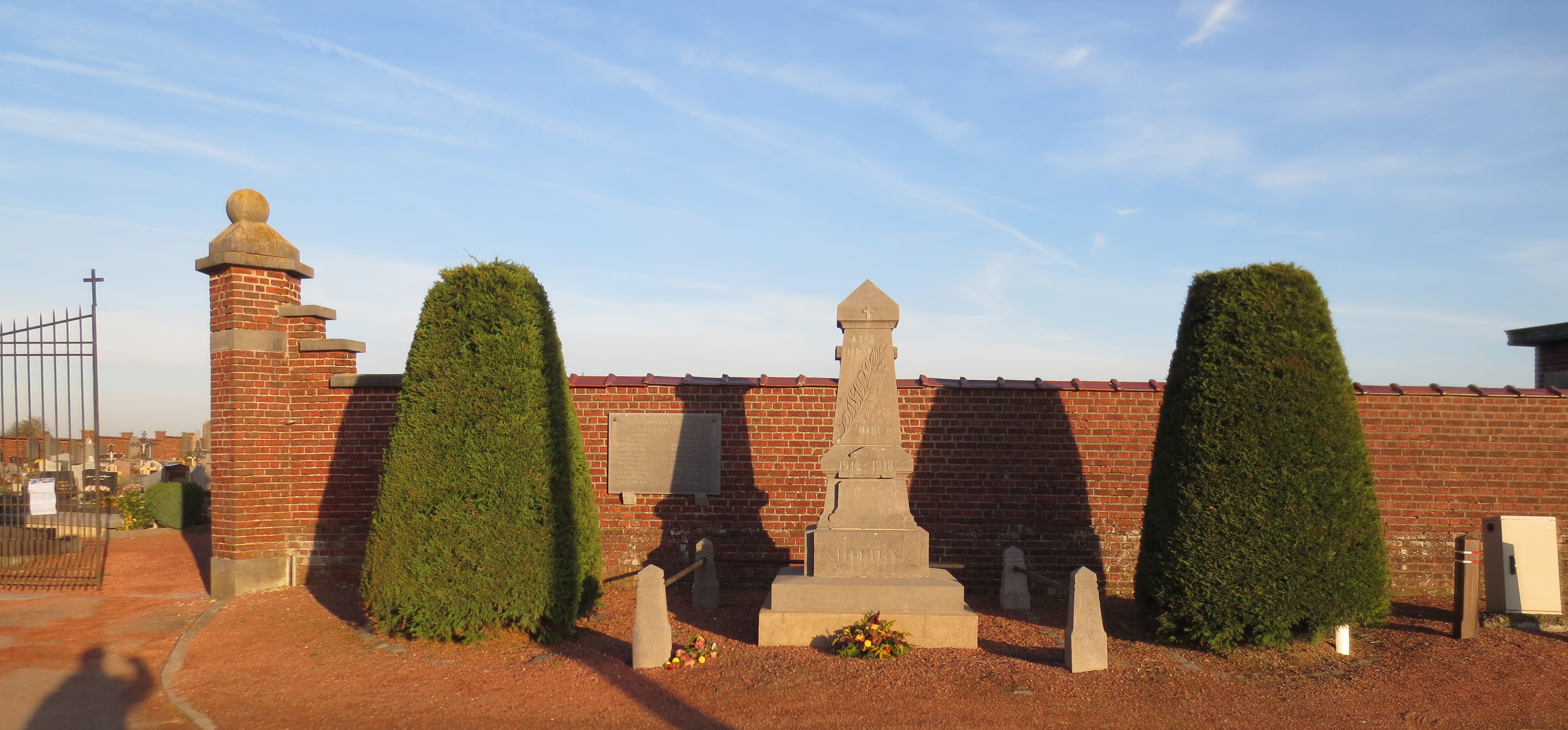
Le monument aux morts.
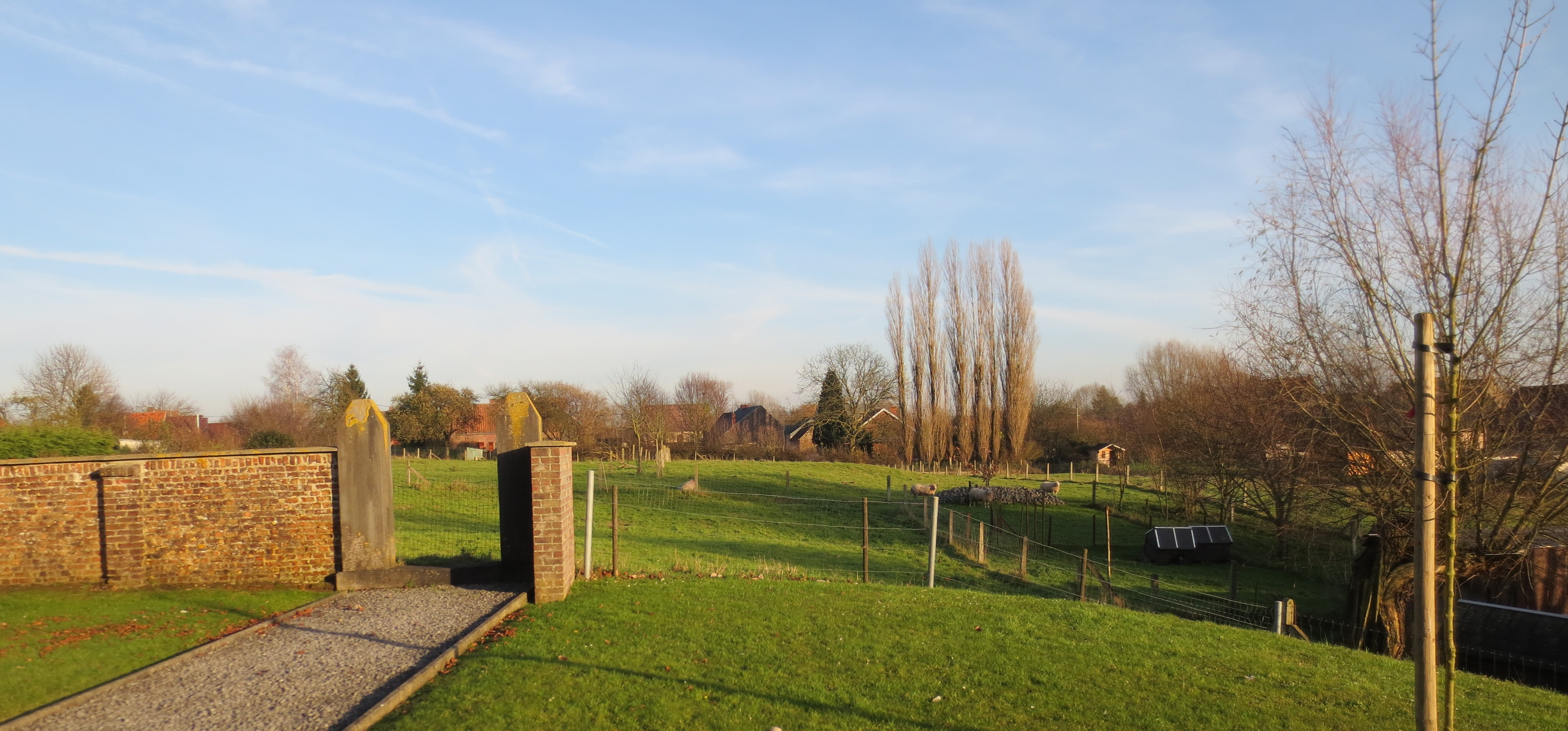
La campagne.
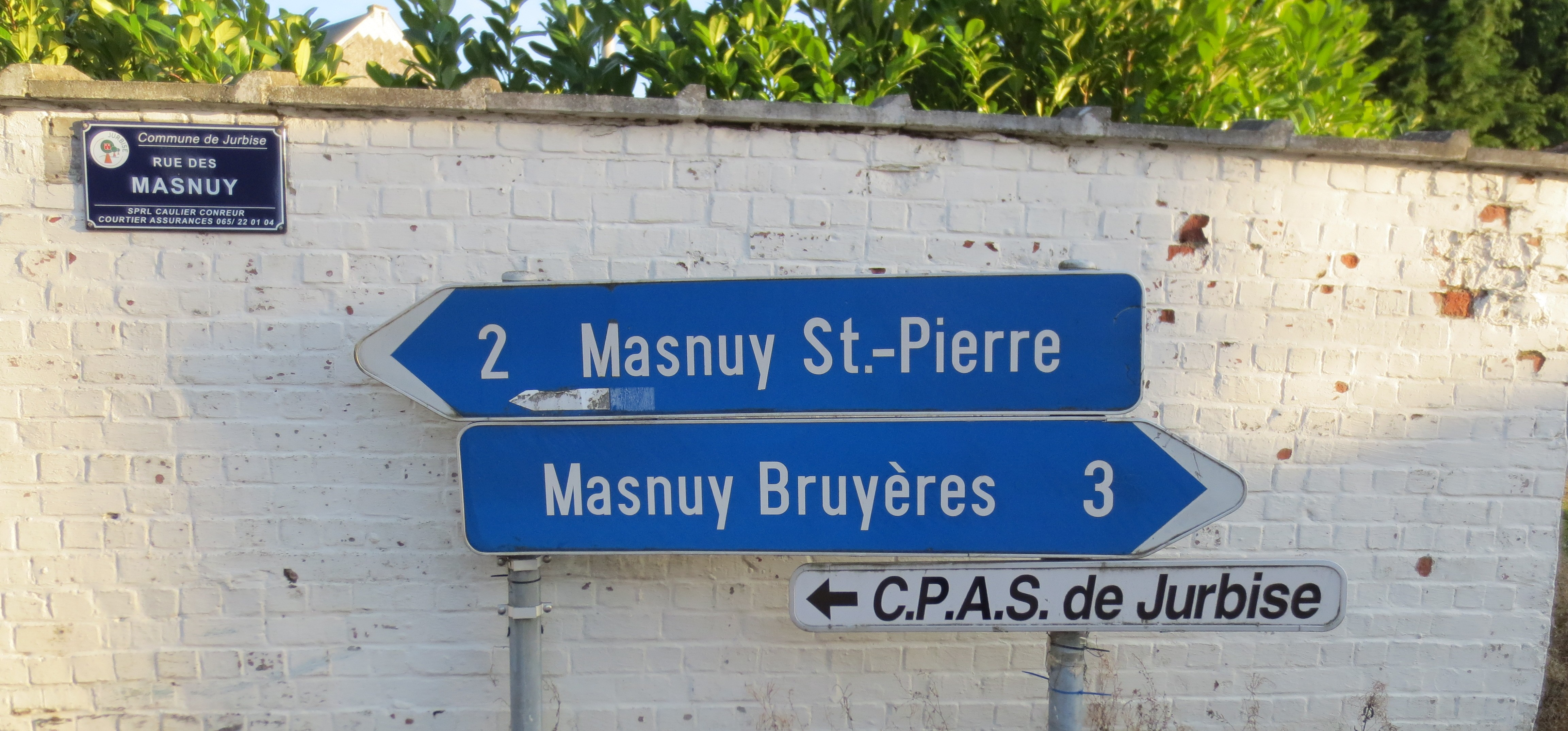
La signalisation.